# محطة يانكي رو للطاقة النووية

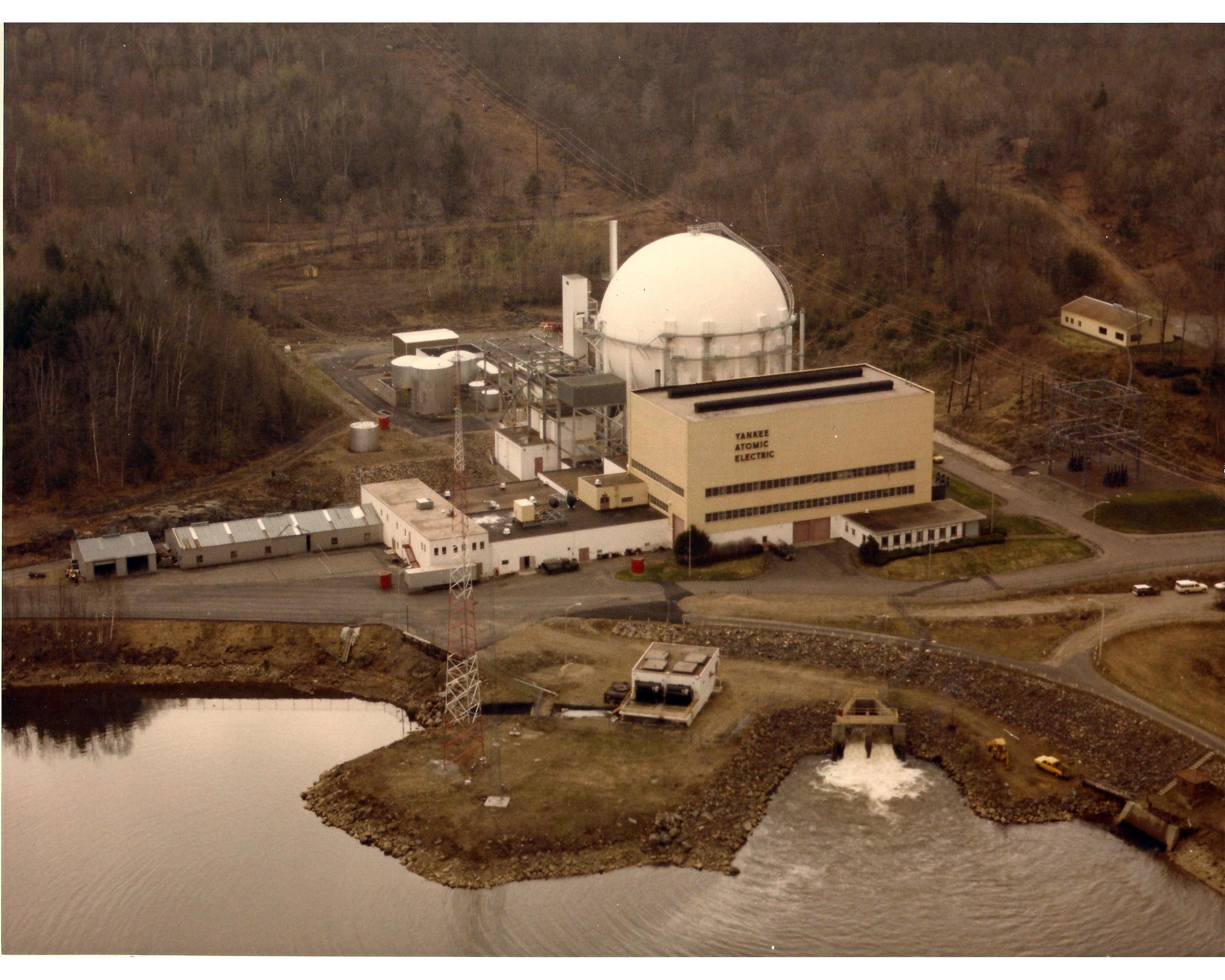
محطة يانكي رو للطاقة النووية

محطة يانكي رو للطاقة النووية هي محطة للطاقة النووية في رو بمقاطعة ماساتشوستس والتي كانت تعمل من 1960 إلى 1992.

## نبذة
هي محطة تعمل بواسطة مفاعل الماء المضغوط بقدرة 185 ميجاوات وتقع على نهر ديرفيلد في بلدة رو في غرب ولاية ماساتشوستس على حدود ريسبورو في فيرمونت.

## الإغلاق
تم إغلاقها نهائيا في 26 فبراير 1992 بعد أكثر من 31 عام من إنتاج الكهرباء لمستهلكي نيو إنجلاند للكهرباء.